# نناد میروساولیویچ
نناد میروساولیویچ (انگلیسی: Nenad Mirosavljević؛ زادهٔ ۴ سپتامبر ۱۹۷۷) بازیکن سابق فوتبال اهل صربستان است که در پست مهاجم بازی می‌کرد.
میروساولیویچ برای تیم ملی بی یوگسلاوی در یک بازی دوستانه مقابل تیم ملی فوتبال زیر ۲۱ سال جمهوری چک در سپتامبر ۲۰۰۲ بازی کرد.